# الاعتراف القانوني بالعلاقات المثلية في بلغاريا
لا تعترف بلغاريا قانونيا بالعلاقات المثلية. تمت مناقشة موضوعات زواج المثليين، الشراكات المسجلة، تبني المثليين للأطفال كثيرا خلال السنوات القليلة الماضية.
يعرف الدستور البلغاري الزواج بأنه اتحاد بين رجل وامرأة، ما يحظر تقنين زواج المثليين. يتم الاعتراف فقط بالزواج المدني بموجب القانون في بلغاريا.

## الشراكات المسجلة
في عامي 2008 و 2009، كانت هناك العديد من المناقشات في عدة محطات تلفزيونية وطنية حول موضوع الشراكات المسجلة بمشاركة السياسيين والزعماء الدينيين والناشطين المثليين وغيرهم من الأفراد. اعتبارا من أبريل 2009، كان هناك نقاش حول إدخال الشراكات المسجلة المثلية في بلغاريا. وقد اقترحت الحكومة أن تصوت الجمعية التشريعية لصالح قانون الأسرة الجديد، الذي كان من المفترض أن يشمل الشراكات المسجلة.

## زواج المثليين
يحظر الدستور البلغاري صراحة الاعتراف بزواج المثليين. وهكذا فإن الطريقة الوحيدة لتشريع زواج المثليين في بلغاريا هي تعديل الدستور، الذي يتطلب أغلبية الثلثين في البرلمان في ثلاث مناسبات مختلفة.
في عام 2017، رفعت زوجتان مثليتان بلغاريتان، تزوجتا في المملكة المتحدة، دعوى قضائية من أجل الاعتراف بزواجهما. رفضت محكمة صوفيا الإدارية قضيتهم في يناير عام 2018.

### حكم محكمة العدل الأوروبية 2018
في 5 يونيو 2018، حكمت محكمة العدل الأوروبية لصالح زوجين مثليين أمريكي-روماني سعوا إلى الاعتراف بزواجهم في رومانيا حتى يتسنى للشريك الأمريكي الإقامة في البلاد. قضت المحكمة بأن الدول الأعضاء في الاتحاد الأوروبي قد تختار ما إذا كانت ستسمح بزواج المثليين أم لا، لكنهم لا يستطيعون عرقلة حرية إقامة مواطن أوروبي وزوجه. وعلاوة على ذلك، قضت المحكمة بأن مصطلح «الزوج» محايد من حيث الجنس، وأنه لا يعني بالضرورة وجود شخص مغاير.
منحت محكمة في صوفيا زوجتين مثليتين الحق في العيش في بلغاريا في 29 يونيو 2018، مستعملة قضية كومان وآخرون ضد المفتشية العامة للهجرة ووزارة الداخلية، وهي قضية من رومانيا حكمت فيها محكمة العدل الأوروبية بأنه يجب منح حق الإقامة الكاملة في كل بلدان الاتحاد الأوروبي للأزواج المثليين. الزوجتان، وهما امرأة أسترالية وزوجتها الفرنسي، تزوجتا في فرنسا في عام 2016، لكنهما حرما من الإقامة في بلغاريا بعد عام واحد عندما حاولتا الانتقال إلى هناك. في يناير 2019، استأنف المسؤولون البلغاريون القرار.

## الرأي العام
وجد استطلاع يوروباروميتر لعام 2015 أن 17% من البلغار يؤيدون زواج المثليين. كان هذا أقل دعم بين جميع الدول الأعضاء في الاتحاد الأوروبي، وتغير بنسبة 2% فقط عن مقياس يوروباروميتر 2006، حيث أعرب 15% فقط من البلغار عن دعمهم لزواج المثليين.